# Барки 14
Барки 14 е пропастна пещера във Врачанския Балкан. Със своята дължина от 2600 m тя е сред едни от най-дългите в България. Намира се край с. Горно Озирово, община Вършец, област Монтана.